# Stephane Ombiongno
Stephane Ombiongno (10 de enero de 1987) es un deportista camerunés que compitió en judo. Ganó una medalla de bronce en el Campeonato Africano de Judo de 2014 en la categoría de –100 kg.

## Palmarés internacional
| Campeonato Africano | Campeonato Africano     | Campeonato Africano | Campeonato Africano |
| Año                 | Lugar                   | Medalla             | Categoría           |
| ------------------- | ----------------------- | ------------------- | ------------------- |
| 2014                | Puerto Louis (Mauricio) | Medalla de bronce   | –100 kg             |